# Klimeschia thymetella
Klimeschia thymetella är en fjärilsart som beskrevs av Otto Staudinger 1859. Klimeschia thymetella ingår i släktet Klimeschia och familjen skäckmalar. Inga underarter finns listade i Catalogue of Life.